# Demirören Haber Ajansı

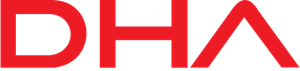
Logo der Nachrichtenagentur

Die Demirören Haber Ajansı (DHA, deutsch: Demirören-Nachrichtenagentur) ist eine 1999 nach dem Zusammenschluss der Milliyet Haber Ajansı und der Hürriyet Haber Ajansı als Doğan Haber Ajansı gegründete türkische Nachrichtenagentur. 2018 wurde sie von der Doğan-Holding an die Demirören-Holding verkauft und der Name geändert.

## Geschichte
Die Agentur wurde 1999 von ehemaligen Mitarbeitern der fusionierten Hurriyet News Agency und der Milliyet News Agency gegründet. Die Agentur gehört der Doğan Media Group, dem größten Medienkonzern der Türkei. Seit 2013 berichtet DHA auch auf Deutsch.
Im März 2018 wurde die Muttergesellschaft von der Demirören Holding übernommen. Deren Eigentümer, Erdogan Demirören, steht der islamisch-konservativen Regierung nahe.

## Bedeutung
Die Demirören Haber Ajansı besitzt ein weltweites Korrespondentennetz. Die Invasion der Amerikaner in Afghanistan wurde weltweit zuerst in der DHA veröffentlicht. Im Bereich Technologie arbeitet DHA u. a. mit dem Unternehmen Galaxy Technik zusammen.
Die Demirören Haber Ajansı überträgt 24-Stunden-Livestreams vor allem von Orten rund um den Nahen Osten. So konnte man über die DHA die Proteste in der Türkei 2013 und den Militärputsch in Ägypten im gleichen Jahr live im Internet verfolgen.